# Wilhelm Gronau Verlag
Der Wilhelm Gronau Verlag war ein Wissenschaftsverlag in Jena, Leipzig, Chemnitz und Berlin im 19. und 20. Jahrhundert.

## Geschichte
Wilhelm Gronau betrieb eine Buchdruckerei und Schriftgießerei in Schöneberg bei Berlin seit den 1860er Jahren.
Seit den 1880er oder frühen 1890er Jahren führte er die Verlagsbuchhandlung von Wilhelm Gronau in Jena und Leipzig. Dort erschienen vor allem Werke zur Literatur- und Sprachwissenschaft.
1904 verkaufte er den Verlag an Walter Agricola (1870–1967), der ihn in Chemnitz-Erfenschlag und Leipzig weiterführte. Ab etwa 1919 war der Verlagssitz wieder in Jena und Leipzig.
Es erschienen dort weiter vor allem literatur- und sprachwissenschaftliche Werke. Auch nach 1933 bestand der Verlag mit einem breiten Verlagsprogramm bis 1944 weiter.
1947 erhielt Walter Agricola eine neue sowjetische Vertragslizenz. Seitdem erschienen dort auch einige wissenschaftlich-technische Bücher. 1957 starb Walter Agricola.
Die letzten Bücher des Verlages erschienen 1964/65. Danach wurde er im Zuge der Verlagsumstrukturierungen in der DDR aufgelöst. Einige Bestände gingen möglicherweise an den Gustav Fischer Verlag in Jena über.